# Midterskilning
Midterskilning er en form for frisure hvor håret redes til hver sin side med grænsen på midten af panden. 
Frisuren kan ses i modsætning til sideskilning.